# Carex reznicekii
Carex reznicekii là một loài thực vật có hoa trong họ Cói. Loài này được Werier mô tả khoa học đầu tiên năm 2006.